# کوپستال
کوپستال (به لوکزامبورگی: Koplescht) یک شهرداری در استان کاپلن کشور لوکزامبورگ است که ۷٫۹ کیلومترمربع مساحت دارد و جمعیت آن در سال ۲۰۰۹ میلادی ۳۱۶۲ نفر بوده‌است.